# Roy Smeck
Leroy Smeck (Reading (Pennsylvania), 6 februari 1900 – New York, 5 april 1994) was een Amerikaanse countrymuzikant (gitaar, banjo, ukelele).

## Biografie
Smeck begon met spelen in het vaudeville-circuit. Zijn stijl werd beïnvloed door Eddie Lang, Ikey Robinson, banjospeler Harry Reser, Johnny Marvin en steelgitarist Sol Ho'opi'i. Smeck kon niet goed zingen, dus ontwikkelde hij nieuwe dansen en trucs om zijn act aan te vullen.
Smeck was een van de slechts twee vaudeville-artiesten die het octachord bespeelden, een 8-snarige lapsteelgitaar. Hij maakte kennis met het instrument via Sam Moore, toen hij in 1923 op de affiche stond met Moore en Davis. Zoals zoveel artiesten in die tijd was hij een grote fan van de instrumenten, gemaakt door de C.F. Martin & Company en gebruikte verschillende instrumenten. Smeck slaagde er niet in een goedkeuringsovereenkomst te sluiten met Martin, die hun steun beperkte tot twintig procent korting voor alle artiesten. Als gevolg hiervan prees hij de Harmony- en Gibson-gitaren en Harmony-ukeleles aan. Smeck stond ook bekend om zijn werk aan de Vita-Uke van het bedrijf Harmony, samen met een aantal andere versies, die met zijn handtekening over de kop werden verkocht. Smeck was geen zanger en ter compensatie ontwikkelde hij een groot aantal nieuwigheden voor zijn act. Naast het spelen van de ukelele met zijn tanden, speelde hij het achter zijn rug of gebruikte hij zelfs een strijkstok.
Smeck was een vroege radio-artiest en stelde acts samen voor optredens in het hele land. Bijna allemaal hadden ze zijn naam in de bandtitel, waaronder The Roy Smeck Trio, The Roy Smeck Quartet, Roy Smeck and his Vita Trio, Roy Smeck's Novelty Orchestra en Roy Smeck and His Music Men.
Op 15 april 1923 ging de met Smeck gemaakte korte film Stringed Harmony in het DeForest Phonofilm sound-on-film proces, in première in het Rivoli Theater in New York. Op 6 augustus 1926 bracht Warner Bros. Don Juan uit, met in de hoofdrol John Barrymore, de eerste rolprent die werd uitgebracht in het Vitaphone sound-on-disc-systeem. Op het programma stond de korte film His Pastimes, gemaakt in Vitaphone met in de hoofdrol Smeck, waardoor hij meteen een beroemdheid werd. Smeck verscheen in de film Club House Party (1932) met de zingende ster Russ Columbo. Hij verscheen ook met Columbo in That Goes Double (1933), waarin Smeck te zien was op een scherm dat in vier delen was verdeeld, terwijl hij tegelijkertijd steelgitaar, tenorbanjo, ukelele en zessnarige gitaar speelde. Smeck speelde bij het presidentiële inaugurele bal van Franklin D. Roosevelt in 1933, de recensie van George VI in 1937 en ging wereldwijd op tournee. Hij verscheen op televisie in verschillende shows, georganiseerd door Ed Sullivan, Steve Allen en Jack Paar. Van 1943 tot 1945 was hij hoofd van een USO-show, die door veteranenziekenhuizen in de Verenigde Staten toerde in een show met de Meri-Maids, met in de hoofdrol Marjorie Lynn, een inwoonster van Chicago, met National Barn Dance-faam.
Smeck ontwierp en onderschreef de Vita-Uke en andere snaarinstrumenten die op de markt werden gebracht door de Harmony Company of Chicago. Hij maakte meer dan 500 opnamen voor verschillende bedrijven, waaronder Edison Records, Victor Talking Machine Company, Columbia Records, Decca Records, Crown Records, RCA Records en anderen. Hij schreef ook instructie-/methodeboeken en arrangementen voor de instrumenten die hij bespeelde.

## Onderscheidingen
De documentaire The Wizard of the Strings (1985) van Alan Edelstein en Peter Friedman, werd genomineerd voor een Academy Award voor beste documentaire en won een prijs bij de Student Academy Awards. Smeck stierf op 94-jarige leeftijd in New York. In 1998 werd hij opgenomen in de Ukulele Hall of Fame. Zijn citaat luidde gedeeltelijk: De Wizard of the Strings veroverde de harten en geesten van het publiek gedurende meer dan zes decennia. Hij werd postuum ingewijd in de National Four-String Banjo Hall of Fame in 2001.

## Overlijden
Roy Smeck overleed in april 1994 op 94-jarige leeftijd.
- Gemeinsame Normdatei: 1068786957
- International Standard Name Identifier: 0000 0000 3465 2139
- Library of Congress Control Number: n85000634
- MusicBrainz: 46b96cc2-b8a2-4bcb-b8b3-a81265c1acc4
- Nationale Bibliotheek van Tsjechië: xx0226722
- Nationale Bibliotheek van Israël: 987007284202005171
- SNAC: w6hr9bjs
- Virtual International Authority File: 3891572
- WorldCat: E39PBJjmP79rGpCBWXQBttv4MP